# Fritz Büchtger
Fritz Büchtger   (Múnic, 14 de febrer de 1903 - Starnberg, 26 de desembre de 1978) va ser un compositor alemany.

## Biografia
Büchtger va estudiar a l'Acadèmia de Música de Munic amb Eberhard Schwickerath, Hermann Wolfgang von Waltershausen i Anton Beer-Walbrunn.
El març de 1927, juntament amb els joves pianistes Udo Dammert i Franz Dorfmüller, als quals més tard es van unir Carl Orff, Werner Egk i altres artistes, va fundar la "Vereinigung für zeitgenössische Musik" (Associació per a la Música Contemporània), que va actuar aproximadament en cent setanta obres de compositors contemporanis a Munic. Sota la direcció de Büchtger i el director d'orquestra Hermann Scherchen (1891-1966), que va actuar com a líder espiritual, aquesta institució va dur a terme quatre "Festwochen für Neue Musik" en particular fins al seu final l'any 1932, a més del gran nombre de concerts individuals.
El 1948 Büchtger esdevingué director de l'Estudi de Música Nova i de l'Escola de Música Juvenil de Munic. Des de 1963 va ser president de la secció alemanya de Jeunesses Musicales International. En les tres dècades posteriors a la Segona Guerra Mundial, va organitzar deu festivals de música i uns set-cents concerts, presentant dues mil vuit-centes obres de música moderna.
A més d'una òpera, un concert orquestral i un concert per a violí, Büchtger va compondre tres oratoris sagrats, cantates d'església, himnes marians, música coral i cicles de cançons.
Va rebre el Schwabing Art Prize el 1977.
Büchtger va morir a Starnberg (Baviera) als 75 anys. La seva tomba es troba al Waldfriedhof de Munic.

## Publicacions
- Petite sonate : pour violoncelle et piano.[3]
- Die Himmelfahrt Christi : für gemischten Chor und Orchester.[4]
- Fritz Büchtger.[5]
- Le miroir brisé : 4 chansons d'amour.[6]
- Die Verklärung : für Bariton, Frauenstimmen und Streicher : Partitur zugleich Klavierauszug.[7]